# Mission of Burma
Mission of Burma war eine US-amerikanische Rockband aus Boston, Massachusetts. Trotz ihrer kurzen ersten Wirkungsphase von 1979 bis 1983 hatten sie einen großen Einfluss auf die Entwicklung der Richtungen Alternative Rock und Post-Punk. Im Jahr 2002 kam es nach knapp 20 Jahren zur Reunion. Seit 2016 ist die Band nicht mehr aktiv.
Die Band besteht aus Gitarrist Roger Miller, Bassist Clint Conley und Schlagzeuger Peter Prescott, mit Bob Weston (zu Beginn Martin Swope) als Tape-Manipulator und Soundingenieur. Die drei Musiker teilen sich die Arbeiten des Songwritings und Gesanges. Dabei zeichnet sich Roger Miller, der mitunter auch als Kopf der Band gilt, zumeist als Komponist der experimentelleren Stücke aus, während Conleys Talent stärker im Schreiben eingängiger und bisweilen hymnischer Songs liegt (er wurde in einer Kritik als „hook machine“ bezeichnet). So stammt auch der Song That’s When I Reach For My Revolver, welcher wohl das erfolgreichste und bekannteste Stück der Band ist, aus der Feder von Clint Conley.
Wie viele ihrer Post-Punk- und No-Wave-Zeitgenossen bemühten sich Mission of Burma, den ursprünglichen Gedanken des Punkrocks auszubauen und zu verändern, ohne dessen grundlegenden rebellischen Geist zu verlieren. Das besondere an dieser Herangehensweise bei Mission of Burma ist ihre gute musikalische Ausbildung (Miller hat Klavier, Tuba und Komposition auf dem College studiert) und in kleinerem Maße ihre Liebe zu späten 1960er- und frühen 1970er-Protopunk-Bands wie MC5 und The Stooges, welche beide wie Miller und Swope aus Michigan kommen.
Heutige Musikkritiker heben die Arbeit von Mission of Burma als entscheidenden Wendepunkt in der nordamerikanischen Independent-Musik hervor. Eine Vielzahl von Bands haben Mission of Burma als Inspiration für ihre Arbeit angegeben: Nirvana, Creed, R.E.M. (welche Academy Fight Song auf ihrer Green-Tour spielten), Sonic Youth, Yo La Tengo, Soul Asylum, Pixies, Sugar, Graham Coxon und Moby – die letzten beiden coverten That’s When I Reach For My Revolver.

## Geschichte

### Die Anfänge
Mission of Burma hat seine Wurzeln in einer kurzlebigen Bostoner Rockband mit dem Namen Moving Parts. Die Besetzung bestand aus Roger Miller, der kürzlich aus Ann Arbor (Michigan) hinzugezogen ist, Clint Conley (ursprünglich aus Darien (Connecticut), danach Besuch der University of Rochester in New York), Keyboarder Erik Lindgren und Drummer Boby Bear. Obwohl die Mitglieder alle gut miteinander auskamen, gingen die Vorstellungen von Miller und Conley in eine andere Richtung als die von Lindgren. Als sie sich dann im Dezember 1978 auflösten, begannen Miller und Conley neue Drummer auszuprobieren und entschieden sich für den geborenen Bostoner Prescott, welcher ehemals bei der Artrockband The Molls spielte.
Zu dem Namen Mission of Burma wurden sie von einer Gedenkplatte inspiriert, welche Conley an einer diplomatischen Botschaft entdeckt hatte; er dachte, dass der Name eine „düstere und beunruhige“ Wirkung hat (Michael Azerrad, 97). Mission of Burma hatten ihren ersten Auftritt im April 1979 als Trio, doch später im Monat schrieb Miller einen Song (New Disco) welcher, dachte er, durch ein Tape-Loop verbessert werden könnte. Miller setzte sich mit dem ebenfalls aus Ann Arbor weggezogenen Martin Swope in Verbindung, mit welcher er früher schon ein paar von John Cage und Karlheinz Stockhausen inspirierte Stücke für Klavier und Tape geschrieben hatte. Swope wurde unverzüglich als Live-Audio-Engeneer und gelegentlicher Tape-Effekt-Künstler eingesetzt (und damit als Hilfsmitglied in die Band aufgenommen). Seine letzte Rolle wuchs stetig (sowohl live als auch in der Studio-Arbeit, wie auf The Horrible Truth About Burma dokumentiert), bis er 1981 allen Songs Tape-Effekte beimischte, und als festes Mitglied der Band angesehen wurde, und damit sowohl auf den Bandfotos als auch in den Credits der Platten auftauchte.
Mission of Burma waren in ihrer Heimatstadt und Umgebung bekannt und machten regelmäßige Touren nach New York und Washington DC. Sie legten einige klein angelegt nationale Touren hin, die eigentlich gut angenommen wurden (Jello Biafra war ein Fan), aber weiteten ihren Hörerkreis nicht bedeutend aus, vielleicht aus dem Grund, dass Independent-Netzwerke sowohl bezogen auf die Live-Auftritte als auch auf den Plattenvertrieb damals nicht annähernd so ausgebaut war, wie es ein paar Jahre später sein sollte. Großen Einfluss hatte die Band um 1980 herum auf das Entstehen der Boston-Hardcore-Szene.

### Die Auflösung
Nach der Veröffentlichung ihres ersten Studioalbums Vs. löste sich die Band auf, der Grund war ein Tinnitus bei Miller, infolge der bekanntermaßen lauten Auftritten der Band. Vs. hat seitdem eine Menge Lob geerntet; in einer Plattenkritik heißt es: „very few American bands from the 1980s released an album as ambitious or as powerful as Vs., and it still sounds like a classic.“ (deutsch: „Sehr wenige amerikanische Bands der 1980er haben eine Platte wie Vs. veröffentlicht, welches ebenso anspruchsvoll wie kraftvoll ist, und es klingt immer noch wie ein Klassiker.“) New Nails scheint die Voraussetzungen für Sonic Youth zu schaffen, mit schroffen Gitarren und „shouted“ Gesangsparts, beeinflusst von dem Roman VALIS des Autors Philip K. Dick (der als anti-religiös gilt), zum Beispiel: „The Roman Empire never died / It just changed into the Catholic Church“ (deutsch: „Das römische Reich fiel nie / Es wurde zur Katholischen Kirche“).

### Nach Mission of Burma
Miller und Swope richteten danach ihre Aufmerksamkeit auf ihr etwas ruhigeres Nebenprojekt Birdsongs Of The Mesozoic (mit ihrem ehemaligen Mitstreiter Lindgren), welches sie dann in den 1990er-Jahren verließen, Miller, um sich mehreren Solo-Projekten und Filmen (mit dem Alloy Orchestra begleitete er Stummfilme musikalisch) zu widmen, Swope zog es in die Einsamkeit Hawaiis. Prescott blieb weiterhin aktiv in der Bostoner Musikszene, er gründete Volcano Suns und später Kustomized and The Peer Group. Mit Ausnahme der Produktion einer Platte von Yo La Tengo, zog sich Conley aus der Musik zurück und arbeitete als Produzent für eine Bostoner Fernsehstation, bis er 2001 mit Consonant seine musikalische Laufbahn wieder aufnahm.
Im Jahre 2001 erschien Michael Azerrads Sammlung von Essays (Our Band Could Be Your Life) über eine Handvoll einflussreicher amerikanischer Bands der Post-Punk-Ära, dabei auch Mission of Burma. Die Publikation des Buches stellte die Band einem großen Publikum vor, welche vorher noch nie von der Band gehört hatten.

### Die Reunion
2002 fand sich die Band wieder zusammen und begann mit Bob Weston von Shellac (und ehemals Prescotts Volcano Suns-Bandmitglied) aufzutreten, Weston ersetzte Swope am Mischpult und als Tape-Manipulator. In einem Interview erklärt Miller: „when we approached Bob Weston to fill Martin’s position, we told him he could use current digital technology which accomplishes Martin’s antics in an easier fashion. However, Bob opted for maintaining the original integrity, and uses a tape deck.“ (deutsch: „als wir Bob Weston an Martins Position heranführten, erzähltem wir im, dass er heutige digitale Technologie nutzen könnte, welche Martins groteske Arbeit spielend bewerkstellen kann. Jedoch wählte Bob, um den originalen Sound zu erhalten, ein Band-Deck.“)
Ein neues Alben mit dem Titel ONoffON wurde 2004 von Bob Weston in Zusammenarbeit mit Rick Harte und der Band produziert, und am 4. Mai bei Matador Records veröffentlicht. Die Platte landete auf Platz 90 der Village Voice Pazz & Jop Kritikerumfrage. Die Liveplatte Snapshot der wiedergegründeten Mission of Burma wurde ausschließlich für iTunes veröffentlicht.
Im September 2005 begannen Mission of Burma die Aufnahmen für ihr drittes Studio-Alben mit dem vorläufigen Titel (unter anderen) Aluminum Washcloth. Die Aufgabe des Produzenten übernahm Bob Weston. Am 23. Mai 2006 wurde das Alben dann mit dem Titel The Obliterati ebenfalls bei Matador veröffentlicht. Am 23. Oktober 2009 erschien mit The Sound, the Speed, the Light das dritte Post-Reunion-Album.

## Stil
Durch schnelle Dynamikwechsel, für Punk unkonventionelle Taktarten und Akkordfolgen und zusammen mit markanten Tape-Effekten stellten sie die vorherrschenden Ausdrucksweisen des Punk in Frage, ohne die Kraft und Direktheit zu verlieren. Auf einem rein intellektuellen Niveau ist die Herangehensweise von Mission of Burma der von Glenn Branca (einem frühen Zeitgenossen Burmas) und später der von den Branca-Schülern Sonic Youth ähnlich.

### Lyrics
Lyrisch bediente sich die Band dadaistischer Techniken (This Is Not A Photograph, Nu Disco, Go Fun Burn Man), Punkrock-Wut (Fun World, New Nails, 1970), der Verfremdung (Mica, That’s When I Reach For My Revolver, Trem Two, Academy Fight Song), Kunst (Max Ernst) und Erzählungen (That’s How I Escaped My Certain Fate).

### Liveauftritte
Ihre Live-Auftritte waren bekanntermaßen in einem ziemlich lockeren Rahmen und zumeist um einiges rauer als die Aufnahmen; der Titel ihres Live-Albens (The Horrible Truth About Burma) bezieht sich auf diese Eigenheiten der Band bei Live-Auftritten. Der Bostoner Kritiker und Scene-Kenner Tristam Lozaw benutzte einen Kinderreim um Mission of Burma live zu beschreiben: „when they were good, they were very very good, but when they were bad they were horrid... But that was the nature of the beast... Because they took chances, you never knew whether you were going to get one of the most spectacular experiences of your life or if it was going a ball of incomprehensible noise.“ (Azerrad, 106) (deutsch: „Wenn sie gut waren, waren sie sehr sehr gut, aber wenn sie schlecht waren, waren sie entsetzlich... Aber das ist die Eigenheit des Teufels... Sie gingen ein Risiko ein, denn Sie wussten nie, ob Sie dabei waren, eine der sensationellsten Erfahrungen Ihres Lebens zu machen, oder ob es ein nur eine Menge unverständlicher Lärm wird.“) Wenn die Band ihre improvisatorische Seite auslebt trug das unberechenbare Chaos von Swopes Tape-Effekten noch etwas zu dem unstimmigen Wirrwarr bei, die Hauptkritikpunkte waren (nach Lozaw) der Live-Sound und die Dynamik und das Timing ihrer Stücke. Wenn sie mit einem Auftrittsort konfrontiert waren an welchem die Anlage oder Raumakustik den für Mission of Burma typischen Sound nicht klar wiedergeben konnte, ging Swope trotzdem keine Kompromisse ein, und entschied sich diesen trotzdem umzusetzen. Die Setliste der Band (über welche kurz vor dem Auftritt beraten wurde) reichte von gut abgestimmt bis anscheinend zufällig, und (abgesehen von Secrets als Opener und All World Cowboy Romance oder ein Cover als Zugabe) gab es eine Abneigung, eine Reihenfolge, welche sich einmal als erfolgreich herausgestellt hatte, zu wiederholen. Die ohnehin schon fast zufällige Zuschauerwirkung konnte komplett zusammenbrechen, wenn sie sich für eine ungünstige Reihenfolge entschieden hatten. Im Gegensatz dazu konnte die Band, wenn alle Übergänge funktionierten, die dynamischen Unterschiede der Songs als aufregende und unvorhergesehene Wirkung nutzen.

### Swopes Tape-Manipulationen und Soundingenieur-Techniken
Prescott beschrieb die Technik von Swopes Tape-Manipulationen 1997 in einem Interview: „What Martin did.. . was tape something that was going on live, manipulate it, and send it back in (via the soundboard) as a sort of new instrument. You couldn’t predict exactly how it would sound, and that got to be the really fun thing I think we all liked. We wanted to play this hammer-down drony noise stuff, but we also wanted another sound in there.“ (deutsch: „Was Martin machte… war etwas aufzunehmen und was gerade live passierte, es zu bearbeiten und es über das Mischpult wie ein neues Instrument beizumischen. Man konnte nie genau voraussagen wie es klingen würde, was eine sehr lustige Sache war die wir sehr mochten. Wir wollten diesen reinschlagenden dröhnenden Noisekram spielen, aber wir wollten auch anders klingen.“) Swopes Arbeit reichte von subtil und nahezu kaum wahrnehmbar, bis markant und sogar misstönend. In Michael Azerrads Our Band Could Be Your Life wird berichtet, dass „eine Menge Leute überhaupt nichts von Swopes Beitrag wussten und verwirrt waren wie die Musiker auf der Bühne ihren Instrumenten solche verblüffenden Phantomsounds abringen konnten (Sinngemäße Übersetzung).“ Obwohl Swopes Arbeit ein so wesentlicher Bestandteil des Sounds war, erschien er kaum auf der Bühne, gelegentlich erschien er um die zweite Gitarre bei Zugaben zu spielen.

## Diskografie

### Studioalben
- 1982: Vs. (Ace of Hearts Records)
- 2004: ONoffON (Matador Records)
- 2006: The Obliterati (Matador)
- 2009: The Sound, the Speed, the Light (Matador)
- 2012: Unsound (Fire Records)

### Extended Plays
- 1981: Signals, Calls and Marches (Ace of Hearts)
- 2004: Four Hands (Matador)

### Live-Alben
- 1985: The Horrible Truth About Burma (Ace of Hearts)
- 2004: Snapshot (Matador)

### Kompilationen
- 1987: Mission of Burma (Taang! Records)
- 1988: Forget (Taang!)
- 1988: Peking Spring (Taang!)
- 1988: Mission of Burma (Rykodisc)
- 1990: Let There Be Burma (Emergo)
- 2004: Accomplished: The Best of Mission of Burma (Rykodisc)
- 2004: A Gun to the Head: A Selection from the Ace of Hearts Era (Rykodisc)
- 2012: Learn How: The Essential Mission of Burma (Fire Records)

### Singles
- 1980: Academy Fight Song (B-Seite Max Ernst)
- 1982: Trem Two (OK/No Way)
- 2004: Dirt (Falling)
- 2006: Spider’s Web
- 2006: 2wice
- 2006: There’s a Time and Place to Punctuate
- 2009: Innermost
- 2011: What They Tell Me
- 2012: Dust Devil
- 2016: Panic Is No Option